# (25400) 1999 VU20
1999 في يو 20 (ويعرف أيضًا باسم (25400) 1999 في يو 20 وفق تسمية الكوكب الصغير) (بالإنجليزية: 1999 VU20)‏ هو كويكب ضمن حزام الكويكبات؛ وترتيبه 25400 من حيث الاكتشاف.
اكتُشف هذا الجُرم الفلكي بواسطة تاكيشي أوراتا ‏ في 9 نوفمبر 1999.

## وصلات خارجية
- (25400) 1999 VU20 في قاعدة بيانات مختبر الدفع النفاث لأجرام النظام الشمسي الصغيرة

- الاكتشاف · مخطط المدار ·  العناصر المدارية · المعلمات المادية

- (25400) 1999 VU20 على موقع ويكي سكاي: DSS2, SDSS, GALEX, IRAS, Hydrogen α, X-Ray, Astrophoto, Sky Map, Articles and images